# Gornja Draguša
Gornja Draguša (Servisch cyrillisch Горња Драгуша) is een plaats in de Servische gemeente Blace. De plaats telt 258 inwoners (2002).